# Орден «За военные заслуги» (Россия)
Орден «За военные заслуги» — государственная награда Российской Федерации. Учреждён Указом Президента Российской Федерации от 2 марта 1994 года № 442 «О государственных наградах Российской Федерации». Автор эскиза награды — заслуженный художник Российской Федерации В. В. Абрамов, гравёр — Е. В. Муравьёв.
Орденом награждаются военнослужащие из числа офицеров за образцовое исполнение служебных обязанностей и достижение высокой боевой выучки военнослужащих подчинённых подразделений, частей, соединений, высокую боевую готовность войск и обеспечение обороноспособности Российской Федерации и иные военные заслуги, указанные в статуте, при условии, как правило, добросовестной службы не менее 20 календарных лет и наличия государственных и ведомственных наград. В определённых статутом ордена случаях награды могут быть удостоены работники оборонно-промышленного комплекса России, научных и научно-исследовательских организаций, государственных органов, а также иностранные граждане из числа военнослужащих вооружённых сил иностранных государств — союзников России.
Орден «За военные заслуги» является наградой, не имеющей непосредственных аналогов в наградной системе СССР, однако некоторыми исследователями он рассматривается как аналог советского ордена «За службу Родине в Вооружённых Силах СССР» в современной российской наградной системе.

## История

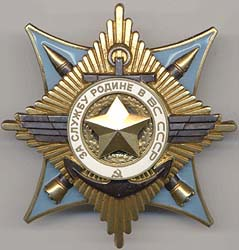
Знак ордена «За службу Родине в Вооружённых Силах СССР» I степени

Указом Президиума Верховного Совета СССР от 28 октября 1974 года был учреждён орден «За службу Родине в Вооружённых Силах СССР». Инициатором введения новой награды выступил министр обороны СССР, Маршал Советского Союза А. А. Гречко, отмечают исследователи М. А. Изотова и Т. Б. Царёва. Орден имел три степени и предназначался для награждения военнослужащих Советской Армии, Военно-Морского Флота, пограничных и внутренних войск «за успехи, достигнутые в боевой и политической подготовке, поддержании высокой боевой готовности войск и освоении новой боевой техники, за высокие показатели в служебной деятельности, за успешное выполнение специальных заданий командования», а также в иных случаях, определённых статутом.
25 декабря 1991 года, согласно принятому Верховным Советом РСФСР закону, РСФСР была переименована в Российскую Федерацию. 26 декабря 1991 года СССР прекратил своё существование, Россия выделилась из него как самостоятельное государство. 21 апреля 1992 года Съезд народных депутатов России утвердил переименование, внеся соответствующие поправки в Конституцию РСФСР, которые вступили в силу с момента опубликования, 16 мая 1992 года. Указом Президиума Верховного Совета Российской Федерации от 2 марта 1992 года № 2424-1 до принятия закона о государственных наградах в наградной системе России были сохранены некоторые знаки отличия, существовавшие в СССР, однако орден «За службу Родине в Вооружённых Силах СССР» в их число не вошёл.
Указом Президента Российской Федерации от 2 марта 1994 года № 442 «О государственных наградах Российской Федерации» вместе с другими наградами был учреждён орден «За военные заслуги». Историк, кандидат исторических наук, доцент М. В. Кукель характеризует данный орден как аналог ордена «За службу Родине в Вооружённых Силах СССР» в российской наградной системе. Другой исследователь, К. А. Щеголев отмечает, что орден «За военные заслуги» стал новой наградой, не имевшей аналогов в советской наградной системе. «С первого взгляда похожий на орден „За службу Родине в Вооружённых Силах СССР“, он, безусловно, таковым не является: и давали его за другое, и имел он три степени, и сама идея была продумана значительно более серьёзно», — пишет он. Тем не менее, как резюмирует Щеголев, именно место советского ордена должна была занять новая награда, однако этого не произошло; произошедшие изменения же он описывает как попытку «„совместить несовместимое“ и, воспользовавшись западным опытом, улучшить советскую систему». Исследователь из Института российской истории РАН Л. Н. Грехов акцентирует внимание на том, что орден «За военные заслуги» и весьма похожий на него орден «За морские заслуги» на фоне прочих российских наград, имеющих советские аналоги, выглядят самостоятельными.
Автор эскиза ордена «За военные заслуги» — заслуженный художник Российской Федерации Вячеслав Васильевич Абрамов, выпускник Московской художественно-промышленной академии имени С. Г. Строганова. В качестве гравёра ордена выступил Е. В. Муравьёв. Как отмечает М. В. Кукель, «знак ордена выполнен в традициях российских восьмиконечных орденских звёзд, диагональные лучи которых образуют пятиугольники, покрытые эмалью национальных цветов Государственного флага Российской Федерации».
В статут ордена неоднократно вносились изменения; в 2010 году он был кардинально обновлён в связи с принятием Указа Президента Российской Федерации от 7 сентября 2010 года № 1099 «О мерах по совершенствованию государственной наградной системы Российской Федерации».

## Статут ордена

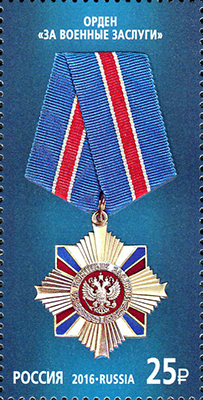
Орден «За военные заслуги» на почтовой марке России 2015 года из серии «Государственные награды Российской Федерации»

Согласно статуту награды, утверждённому Указом Президента Российской Федерации от 19 ноября 2021 года № 665 «О некоторых мерах по совершенствованию государственной наградной системы Российской Федерации», орденом «За военные заслуги» награждаются военнослужащие из числа офицеров «за поддержание высокой боевой готовности войск и обеспечение обороноспособности Российской Федерации; за умелые, инициативные и решительные действия, отвагу и самоотверженность, проявленные в ходе выполнения боевых, учебно-боевых и иных операций, поддержание или восстановление международного мира и безопасности; за образцовое исполнение служебных обязанностей, высокие личные показатели в служебной деятельности и профессиональной подготовке, достижение высокой боевой выучки военнослужащих подчиненных подразделений, частей, соединений; за заслуги в укреплении международного военного и военно-технического сотрудничества Российской Федерации с иностранными государствами и международными организациями».
Статутом ордена также устанавливается, что данной награды могут быть удостоены работники оборонно-промышленного комплекса России, научных и научно-исследовательских организаций, государственных органов «за заслуги в разработке, производстве и введении в эксплуатацию современной военной техники и вооружения; за личный вклад в реализацию государственной военной политики, развитие военной науки, укрепление обороноспособности страны и содействие межгосударственному военно-техническому сотрудничеству», а также иностранные граждане из числа военнослужащих вооружённых сил иностранных государств — союзников «за заслуги в укреплении боевого содружества, военного сотрудничества с Российской Федерацией и отработке совместных боевых манёвров в ходе военных учений».
Награждение военнослужащих Российской Федерации данным орденом производится при условии добросовестной службы, как правило, не менее 20 календарных лет и наличия у них иных государственных и ведомственных наград. Также статутом допускается награждение орденом посмертно.
Знак ордена носится на левой стороне груди и при наличии других орденов Российской Федерации располагается после знака ордена Мужества. Для особых случаев и возможного повседневного ношения на гражданской одежде статутом предусмотрено ношение миниатюрной копии знака ордена, которая располагается после миниатюрной копии знака ордена Мужества.
При ношении на форменной одежде ленты ордена на планке она располагается после ленты ордена Мужества. На гражданской одежде носится лента ордена «За военные заслуги» в виде розетки, которая располагается на левой стороне груди.

## Описание

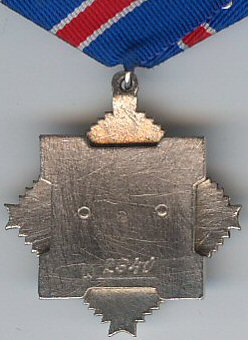
Оборотная сторона знака ордена

Знак ордена изготавливается из серебра с эмалью и представляет собой восьмилучевую звезду, диагональные лучи которой образуют пятиугольники, покрытые эмалью цветов Государственного флага Российской Федерации. На центральном медальоне, по кругу, размещены венок из дубовых и лавровых ветвей и рельефная надпись: «ЗА ВОЕННЫЕ ЗАСЛУГИ». В центре медальона помещено рельефное изображение Государственного герба Российской Федерации. Диаметр знака ордена составляет 40 миллиметров. На оборотной стороне знака указывается номер знака ордена.
При помощи ушка и кольца знак ордена соединяется с пятиугольной колодкой, которая обтянута шёлковой, муаровой лентой синего цвета с красной полоской по центру между двумя белыми полосками. Ширина ленты составляет 24 миллиметра, ширина красной полоски — 5 миллиметров, а ширина белых полосок — 2 миллиметра.
Миниатюрная копия знака ордена носится на колодке. Расстояние между концами креста составляет 15,4 миллиметра, высота колодки от вершины нижнего угла до середины верхней стороны — 19,2 миллиметра, длина верхней стороны — 10 миллиметров, длина каждой из боковых сторон — 16 миллиметров, длина каждой из сторон, образующих нижний угол, — 10 миллиметров.
При ношении на форменной одежде ленты ордена используется планка высотой 8 миллиметров, ширина ленты — 24 мм. На ленте ордена в виде розетки крепится миниатюрное изображение знака ордена из металла с эмалью. Расстояние между концами звезды составляет 13 миллиметров, а диаметр розетки — 15 миллиметров.

## Кавалеры
Официальные сведения о количестве награждённых орденом «За военные заслуги» не публиковались, при этом данные, приводимые различными исследователями, разнятся: М. В. Кукель в «Большой российской энциклопедии» указывает, что до 1997 года было произведено около 50 тысяч награждений, К. А. Щеголев же отмечает, что к 1 января 2004 года число кавалеров достигло 30 тысяч человек. Льготы для награждённых законодательно не предусмотрены.
Первое награждение орденом было произведено 31 декабря 1994 года: президент России Б. Н. Ельцин подписал указ о награждении 18 военнослужащих за выполнение специальных задач в Чечне. Знак ордена за № 1 был вручён генерал-лейтенанту А. А. Романову, в тот период времени занимавшему должность командующего Объединённой группировкой федеральных войск в Чечне.
До 2011 года статутом ордена не предусматривалось награждение гражданских лиц, однако, как отмечалось в издании «Коммерсантъ Власть», такие награждения в нарушение статута производились. В частности, 1 октября 2003 года «за большой личный вклад в повышение боевой готовности войск и обеспечение обороноспособности Российской Федерации» награды был удостоен мэр Москвы (1992—2010) Ю. М. Лужков. К. А. Щеголев также обращает внимание на то, что орденом «За военные заслуги» в разные годы награждались губернатор Астраханской области (1991—2004) А. П. Гувжин (23 сентября 2002 года; «за большой вклад в обеспечение обороноспособности Российской Федерации») и глава администрации Читинской области (1996—2008) Р. Ф. Гениатулин (24 октября 2005 года; «за большой вклад в обеспечение обороноспособности Российской Федерации»).

## Комментарии
1. ↑  В исходной редакции Указа Президента Российской Федерации от 2 марта 1994 года № 442 «О государственных наградах Российской Федерации» закреплялось, что орденом награждаются военнослужащие «за образцовое исполнение воинского долга военнослужащими подчиненных подразделений, частей, соединений, безупречное выполнение ими служебных обязанностей и достижение высокой боевой выучки; за высокую боевую готовность войск и обеспечение обороноспособности Российской Федерации; за высокие личные показатели в служебной деятельности, храбрость и отвагу, проявленные при исполнении воинского долга; за заслуги в укреплении боевого содружества и военного сотрудничества с дружественными государствами». Указом Президента Российской Федерации от 7 сентября 2010 года № 1099 «О мерах по совершенствованию государственной наградной системы Российской Федерации» орденом полагалось награждать военнослужащих из числа офицеров «за образцовое исполнение служебных обязанностей и достижение высокой боевой выучки военнослужащих подчинённых подразделений, частей, соединений; за высокую боевую готовность войск и обеспечение обороноспособности Российской Федерации; за высокие личные показатели в служебной деятельности и профессиональной подготовке, мужество и самоотверженность, проявленные при исполнении воинского долга в ходе выполнения боевых или учебно-боевых задач; за заслуги в укреплении боевого содружества и военного сотрудничества с иностранными государствами».
2. ↑  Данные положения введены Указом Президента Российской Федерации от 16 декабря 2011 года № 1631 «О внесении изменений в некоторые акты Президента Российской Федерации».
3. ↑  В исходной редакции Указа Президента Российской Федерации от 2 марта 1994 года № 442 «О государственных наградах Российской Федерации» закреплялось, что награждение орденом производится при условии добросовестной службы не менее 10 календарных лет.
4. ↑  В исходной редакции Указа Президента Российской Федерации от 7 сентября 2010 года № 1099 «О мерах по совершенствованию государственной наградной системы Российской Федерации» в пункте 2 статута закреплялось, что награждение граждан орденом «За военные заслуги» производится «при условии добросовестной службы не менее 20 календарных лет, а также наличия у лица, представленного к ордену, медали Российской Федерации или почётного звания „Заслуженный военный специалист Российской Федерации“». В соответствии с Указом Президента Российской Федерации от 16 декабря 2011 года № 1631 «О внесении изменений в некоторые акты Президента Российской Федерации» пункт 2 был изложен в следующей редакции: «Награждение военнослужащих Российской Федерации орденом „За военные заслуги“ производится при условии, как правило, добросовестной службы не менее 20 календарных лет и наличия у них иных государственных и ведомственных наград».
5. ↑  Данное положение введено Указом от 15 сентября 2018 года № 519 «Об учреждении медали „За отвагу на пожаре“ и установлении почётного звания „Заслуженный работник пожарной охраны Российской Федерации“».
6. ↑  Пункт 6 статута, предусматривающий ношение розетки ордена на гражданской одежде, был введён Указом Президента Российской Федерации от 16 декабря 2011 года № 1631 «О внесении изменений в некоторые акты Президента Российской Федерации».
7. ↑  В исходной редакции Указа Президента Российской Федерации от 2 марта 1994 года № 442 «О государственных наградах Российской Федерации» закреплялось, что знак ордена «представляет собой восьмиконечную звезду».
8. ↑  Абзац с описанием розетки ордена введён Указом Президента Российской Федерации от 16 декабря 2011 года № 1631 «О внесении изменений в некоторые акты Президента Российской Федерации».